# دامبروفکا (استان اوپوله)
دامبروفکا (لهستانی: Dąbrówka؛ ‏[dɔmˈbrufka]) یک روستا در لهستان است که در گمینا گوگولین واقع شده‌است.